# Hieronim Ustrzycki
Hieronim Ustrzycki (ur. 1658, zm. 1748) – unicki biskup przemyski w latach 1715–1746. Uczestnik synodu zamojskiego, wprowadzał następnie w eparchii przemyskiej jego postanowienia. Pieczętował się herbem Przestrzał.
Był uczestnikiem synodu zamojskiego w 1720 roku.